# 奧斯特拉瓦火車總站

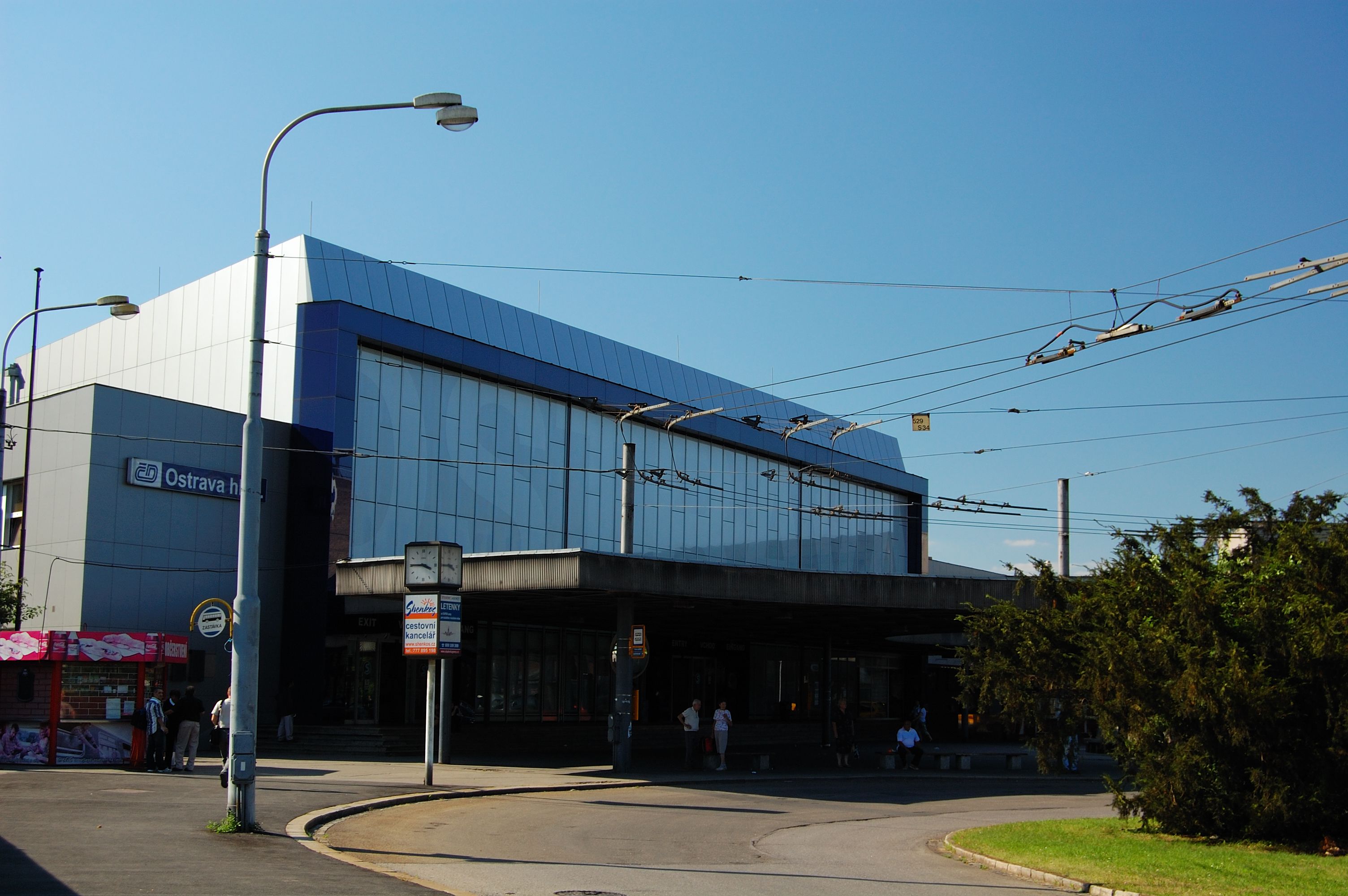
車站外觀（日間）

奧斯特拉瓦火車總站（捷克語：Ostrava hlavní nádraží）是位於捷克第三大城市奧斯特拉瓦的主要鐵路車站，1847年5月1日啟用。車站曾經歷多次改建，目前擁有4座月台。